# Луд'яг
Луд'я́г (рос. Лудъяг) — присілок у складі Кезького району Удмуртії, Росія.

## Населення
Населення — 40 осіб (2010; 65 в 2002).
Національний склад станом на 2002 рік:
- удмурти — 98 %